# NGC 6725
NGC 6725 est une vaste galaxie lenticulaire vue par la tranche et située dans la constellation du Télescope. Sa vitesse par rapport au fond diffus cosmologique est de 3 561 ± 19 km/s, ce qui correspond à une distance de Hubble de 52,5 ± 3,7 Mpc (∼171 millions d'al). NGC 6725 a été découverte par l'astronome britannique John Herschel en 1834.
En raison d'une brillance de surface égale à 11,40 mag/am2, on peut qualifier NGC 6725 de galaxie présentant une brillance de surface élevée.